# Durio graveolens
Durio graveolens là một loài thực vật có hoa trong họ Cẩm quỳ. Loài này được Becc. mô tả khoa học đầu tiên năm 1889.